# Megacephala carolina
Megacephala carolina är en skalbaggsart som först beskrevs av Carl von Linné 1767.  Megacephala carolina ingår i släktet Megacephala och familjen jordlöpare.

## Underarter
Arten delas in i följande underarter:
- M. c. carolina
- M. c. floridana

## Bildgalleri

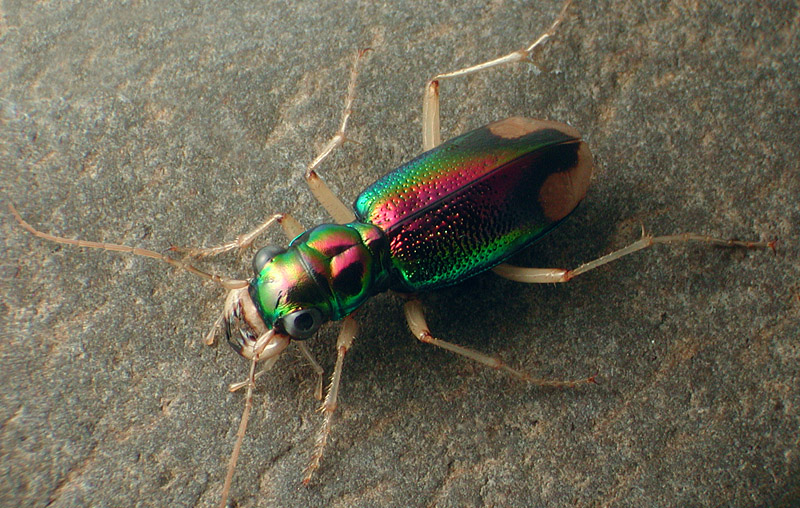